# Von Innen nach Außen
Von Innen nach Außen  ist das zweite Album des Mindener Rappers Curse und wurde am 1. Oktober 2001 über Jive Records veröffentlicht. Es ist bis heute eine der populärsten und erfolgreichsten Platten des Musikers.

## Konzept und Produktion
Von Innen nach Außen wird gemeinhin als Weiterentwicklung der Themenkomplexe seines Vorgängers Feuerwasser interpretiert. Das Juice Magazin beschrieb den inhaltlichen Fokus von Von Innen nach Außen mit „[…] Gedanken über zwischenmenschliche Beziehungen, soziale[n] Geschehnisse[n] und eben Hiphop […]“.
Im Vergleich zu seinem Debüt behandeln die Texte über weite Strecken ähnliche, wenngleich vertiefendere Ansätze der von Michael Kurth erschaffenen Künstlerpersona Curse, was er selbst als Produkt seiner damaligen Lebensumstände und mit den Erfahrungen von einer zweimonatigen Reise durch Singapur, Neuseeland und Tonga erklärt.

„Nach dem Album-Release [von Feuerwasser] kam zunächst die Tour und es folgten unzählige Auftritte[…]. Ich habe viele Leute kennengelernt, viele Sachen gesehen, viele Impressionen – positive wie negative – bekommen, kurz: Ich habe extrem viel Input gekriegt. Es ist auch viel passiert in meinem Privatleben. Es war eine turbulente Zeit, die mich in vielerlei Hinsicht geprägt hat.[…] Also entschied ich mich für den Trip. Ich brauchte Abstand, ich war überladen von allem.“

Die Auseinandersetzung mit Liebesbeziehungen zu Frauen hatte Curse auf Feuerwasser durch Lieder wie Hassliebe oder Licht und Schatten bereits thematisiert, was auf Von Innen nach Außen in Liedern wie Lass uns doch Freunde sein, Vertrauen oder Viel leichter ebenfalls, jedoch in intensiverer Form behandelt wird. Auch sozial- und Hiphop-kritische Akzente fanden auf diesem Album Fortsetzungen.
Bemerkenswert ist neben der damals bereits bekannten, extrem persönlichen Komponente in Curse Lyrik, eine Ausweitung seiner Themen auf Ironie. So veröffentlichte man mit den Tracks Warum nicht, Ich rap nicht mehr und vor allem Scheiß auf Curse ungewohnt viele offensichtlich ironisch-gemeinte Lieder auf einer Curse-Platte.
Dies ist gemeinhin als Reaktion auf die damalige Wahrnehmung der Öffentlichkeit zu deuten, die Curse auch heute oft „extreme Ernsthaftigkeit“ vorwirft und ihn als einen „Fachmann für Beziehungsfragen“ tituliert.
Die musikalische Gestaltung der Produzenten Sascha „Busy“ Bühren, Treyer/Sieben, Roey Marquis II., Hawkeye, Jaleel, Stieber Twins, DJ Feedback und Peer Bee orientierte sich abermals in seiner mit Drumcomputern programmierten Sample-Ästhetik, wie auch bei Feuerwasser, am Stil des Eastcoast-Hiphop, jedoch weitaus melodieorientierter als bisher.
Mit einer Vielzahl von weiteren Gastmusikern wie den Rappern Kool Savas, Tone, Azad, Germany und vor allem den Sängern Samir, Youdon und Xavier Naidoo ist im Vergleich zum Vorgänger mehr Gesang auf der Platte zu hören. Ein Umstand, der in Curse musikalischer Entwicklung auf seinen späteren Alben eine immer größere Rolle spielt.

## Titelliste
1. Denk an mich – 3:48
2. Soulmusic (feat. Xavier Naidoo) – 3:54
3. Lass uns doch Freunde sein – 3:36
4. Süssholz (Balsam für meine Seele) – 3:55
5. Warum nicht? – 3:39
6. So nicht (Acapella) – 1:24
7. Das Gegenmittel (feat. Kool Savas) – 4:05
8. Fibilude (feat. Youdon) – 2:20
9. Wüstenblume (feat. Youdon) – 5:21
10. Viel leichter – 4:10
11. Das wird schon – 4:12
12. Scheiss' auf Curse – 4:00
13. Keiner weiß (feat. Samir & Germany) – 3:41
14. Familie – 5:09
15. Cherubim (feat. Tone & Azad) – 3:03
16. Herztod – 2:11
17. Ich rap nicht mehr – 3:49
18. Vertrauen – 4:39
19. Verantwortung – 4:12
20. Schein heilig – 2:29

### Singles
Singleauskopplungen waren Lass uns doch Freunde sein/Denk an mich sowie Warum nicht? (als EP) zu denen auch Videoclips gedreht wurden. Hervorzuheben ist außerdem, dass anlässlich der damals aufkeimenden Debatte um die Rechtslage von Musiktauschbörsen (vor allem der damalige Marktführer Napster) Curse ungewöhnlicherweise auch zu seinem Interlude So nicht ein kurzes Video drehte.

## Rezeption

### Chartplatzierung
Von Innen nach Aussen stieg in der ersten Woche auf Platz 9 der Media-Control-Charts ein, der bis heute höchste Neueinstieg eines Curse Albums. Die Platte stieg in der zweiten Woche auf Platz 26 ab und hielt sich insgesamt sieben Wochen in den Top 100, als letztes auf Platz 88 in der 48. Woche des Jahres 2001.

### Kritiken
Das Juice Magazin vom Oktober 2001 gab Von Innen nach Aussen Fünf von Sechs Kronen, die zweithöchste Wertung der Redaktion. Der überwiegende Teil der Kritiker sahen in diesem Werk „[…] eine sehr gute Platte, die in den deutschsprachigen Hiphop-Haushalten nicht fehlen sollte.“ Der heute oftmals zitierte Vergleich mit dem amerikanischen Rapper Common wurde hier erstmals offenkundig zur Schau getragen. Sowohl die Juice-Redaktion sprach bei Von Innen nach Außen von „[…]Erinnerungen an das letzte [2001] Album von Common[…]“ als auch die Kritiker von laut.de eine Ähnlichkeit zum „Emcee Common [sic!]“ feststellten. Dies basiert auch auf der thematischen, dennoch konzepttreuen Vielseitigkeit des Longplayers als „[…] Manifest für eine Rap-Platte, die einem in den verschiedenen Stimmungen zur Seite […]“ stünde. Für Kritiker und Fans gilt Von Innen nach Aussen als Platte, die „[…] im Genre ,Deutscher HipHop‘ neue Maßstäbe gesetzt hat […]“ und zählt für viele seiner Hörer und laut Curse eigener Aussage zu den beliebtesten Alben seiner Diskografie.